# テウデリク1世
テウデリク1世（Theuderic I、484年 - 533/34年）は、フランク王国の創始者クローヴィス1世の息子の一人。クロヴィス死後の領土分割において、ランスを首都とする地域を継承した。

## 生涯
クロヴィスの長子（長男）である（ただし王妃クロティルドの子ではない）。フランク王国の創始者クロヴィスの死後、その王国はテウデリクを含む息子たちによって四分割され、テウデリクはランスを中心とする地域を統治した。息子のテウデベルトをスカンディナヴィアに遠征させたほか、サクソン人と結んでテューリンゲン人を撃破し、北海・バルト海交易に進出した。また、531年よりチューリンゲン王国を攻撃、533年にチューリンゲン王ヘルマンフリートをツェルピッヒ城で殺害し王国を壊滅させた。
テウデリクは533年または534年に死去し、息子のテウデベルトが支配を継承した。このテウデリクの分王国が、のちにアウストラシア（東王国）と称されるようになった。ブルグント王ジギスムントの娘スアヴェゴータと結婚した。